# Kabinett Diederichs II
Das Kabinett Diederichs II bildete vom 12. Juni 1963 bis zum 13. Mai 1965 die Niedersächsische Landesregierung. Das Kabinett wurde aufgelöst, nachdem ein Abgeordneter der FDP- zur CDU-Fraktion wechselte, wodurch die Koalition ihre Einstimmenmehrheit verlor.
| Amt | Name                                 | Partei | Partei |
| --- | ------------------------------------ | ------ | ------ |
| Ministerpräsident | Georg Diederichs                     |        | SPD    |
| Stellvertreter des Ministerpräsidenten | Carlo Graaff                         |        | FDP    |
| Wirtschaft und Verkehr | Carlo Graaff                         |        | FDP    |
| Inneres | Otto Bennemann                       |        | SPD    |
| Ernährung, Landwirtschaft und Forsten | Alfred Kubel                         |        | SPD    |
| Finanzen | Jan Eilers                           |        | FDP    |
| Justiz | Arvid von Nottbeck                   |        | FDP    |
| Kultus | Hans Mühlenfeld (bis 24. April 1965) |        | FDP    |
| Soziales | Kurt Partzsch                        |        | SPD    |
| Vertriebene, Flüchtlinge und Kriegssachgeschädigte (bis 12. Juni 1964) Bundesangelegenheiten, Vertriebene und Flüchtlinge (ab 24. Juni 1964) | Albert Höft Curt Miehe               |        | SPD    |
| Vertriebene, Flüchtlinge und Kriegssachgeschädigte (bis 12. Juni 1964) Bundesangelegenheiten, Vertriebene und Flüchtlinge (ab 24. Juni 1964) | Curt Miehe                           |        | SPD    |